# 河津市
35°35′19″N 110°42′06″E / 35.58861°N 110.70167°E
河津市是中华人民共和国山西省的一个县级市，由运城市代管。位于山西西南部、汾河汇入黄河处，与陕西省韩城市隔黄河相望。市人民政府驻城区街道。

## 历史
春秋时称耿，属晋国。秦置皮氏县，北魏改龙门县。宋更名为河津县，以地当黄河要津而名。1994年撤县设市。

## 人口
根据第七次人口普查数据，截至2020年11月1日零时，河津市常住人口为392561人。
2022年末，河津市常住人口393158人。

## 地理
河津全境地势平缓，中部汾河两岸地势较低，年平均气温13℃，降水量502毫米。农业主产小麦、棉花、花生、苹果等。河津境内煤炭储量较大，周边地区铝土矿丰富，又临近水源，因此在这里建设了亚洲最大的氧化铝厂——山西铝厂。山西铝厂目前归属于中国铝业公司，并建有装机容量达130万千瓦的河津电厂，以铝电一体化的条件生产电解铝，在当地形成了铝工业的产业链。此外，地方上还大力发展了钢铁、炼焦、建筑等工业。

## 行政区划
河津市下辖2个街道办事处、3个镇、4个乡：
城区街道、清涧街道、赵家庄街道、阳村街道、樊村镇、僧楼镇、小梁乡、柴家镇、下化乡和山西铝厂。

## 交通
- 铁路：侯西铁路（侯马－西安）河津站
- 公路： 京昆高速、 108国道、 209国道